# ۱۳۰ (قمری)
۱۳۰ (قمری)، صد و سی‌امین سال در گاهشماری هجری قمری است. اول محرم این سال برابر با پانزدهم سپتامبر سال ۷۴۷ میلادی است.